# Greinich Ferenc
Greinich Ferenc (Pest, 1867. május 16. – Kalocsa, 1942. május 4.) – műkedvelő botanikus, katolikus lelkész.

## Életrajza
A Kalocsai Hittudományi Főiskolán tanult, tanulmányai befejezése után 1889-ben szentelték pappá. Ettől kezdve 1929-ben való nyugdíjba vonulásáig több községben is, többek között 1889-ben Miskén és Mélykúton, 1891-ben Dávodon, 1893-ban Jánoshalmán, 1896-ban Homokmégyen, 1900-ban Temerinben, 1901-ben Palánkán, 1904-ben Tiszakálmánfalván, 1905-ben Kecelen, 1908-ban Dunaszentbenedeken  1910-ben Moholon, 1922-ben Foktőn, 1924-benNagybaracskán, 1928-ban Nemesnádudvaron lelkészkedett, és növényeket gyűjtött, amelyekkel az Magyar Nemzeti Múzeum gyűjteményét gazdagította és különösen Moesz Gusztáv munkáját mozdította elő.